# پیاده‌راه سلامت استاد شجریان
پیاده‌راه سلامت استاد شجریان به طول ۳ و نیم کیلومتر و مسیر دوچرخه سواری ۳ کیلومتری است که مسیر دوچرخه و پیاده روی آن کاملا از هم تفکیک شده است. این پیاده راه شامل چندین زمین ورزشی و سایبان‌ها ،نشیمن‌های متعدد جمعی و فردی ویژه کودکان و بزرگسالان است. این پیاده راه هشت هزار متر فضای سبز دارد و سه هزار اصله درخت نیز در این محور کاشته و روشنایی آن نیز کاملا تامین شده است. این مسیر مشرف بر رودخانه خشک و باغات چمران و قصردشت است.
باغ سلامت بانوان شیراز هم به مساحت سه هکتار در آن قرار دارد.
این پیاده‌راه از ابتدای بلوار شاهد تا پل معالی آباد در میان باغات و رودخانه فصلی شیراز کشیده شده‌است. در ابتدا و انتهای مسیر پارکینگ برای خودروها وجود دارد. کلیه امکانات مثل وسایل ورزشی، پیست دوچرخه، فضای مطالعه، اسکیت، آب نمای موزیکال و موارد متعدد دیگر در این پیاده‌راه زیبا تعبیه شده است. دسترسی با مترو هم بسیار راحت است. در مسیر درختهای کهنسال و جوب آبی زیبایی وجود دارد که بسیار به پیاده رو طراوت می‌بخشد.

## نگارخانه

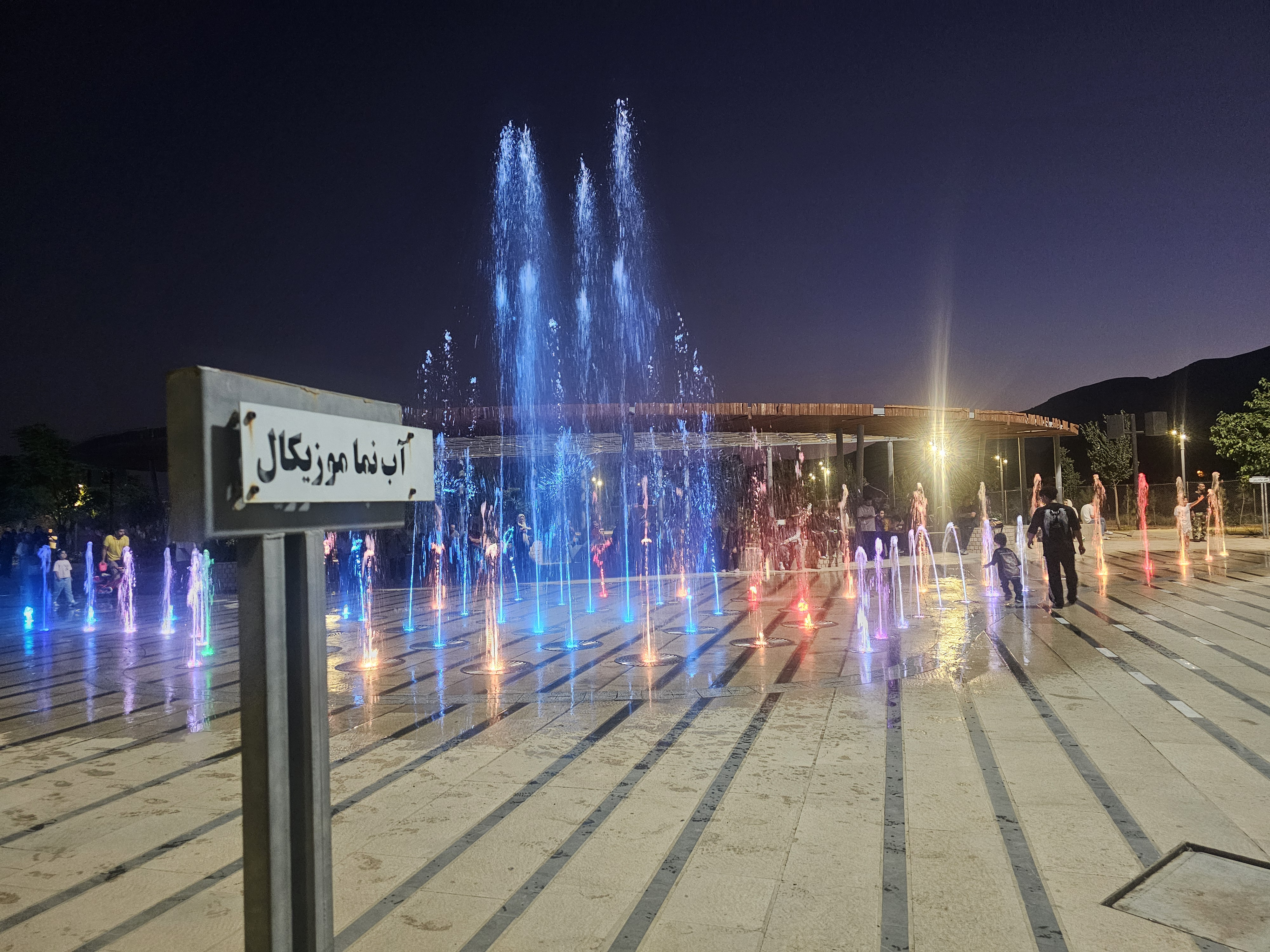
آب‌نمای موزیکال پیاده‌راه سلامت